# Красново (Орічівський район)
Красно́во (рос. Красново) — присілок у складі Орічівського району Кіровської області, Росія. Входить до складу Істобенського сільського поселення.
Населення становить 3 особи (2010, 4 у 2002).
Національний склад станом на 2002 рік — росіяни 100 %.